# Брийан, Фредерик
Фредерик Брийан (фр. Frédéric Brillant; 26 июня 1985, Седан, Франция) — французский футболист, центральный защитник.

## Карьера
Брийан — воспитанник клуба «Седан». Находился в академии клуба с 6 до 19 лет, но подписать профессиональный контракт не сумел.
Выступал за бельгийский любительский клуб «Бертри».
Брийан начал профессиональную карьеру в возрасте 26 лет, после того как 19 мая 2011 года заключил с клубом второго дивизиона Бельгии «Остенде» двухлетний контракт. Свой профессиональный дебют, 17 августа 2011 года в матче стартового тура сезона 2011/12 против «Брюсселя», отметил голом. 11 марта 2012 года в матче против «Тюбиза» сделал дубль.
23 марта 2012 года было объявлено о переходе Брийана в клуб первого дивизиона Бельгии «Беерсхот». Игрок подписал с клубом контракт на два сезона с опцией продления ещё на два сезона. В Жюпилер-про-лиге дебютировал 4 августа 2012 года в матче против «Андерлехта». 22 сентября 2012 года в матче против «Кортрейка» забил свой первый гол в Жюпилер-про-лиге. После завершения сезона 2012/13 «Беерсхот» был признан банкротом и исключён из чемпионата.
27 июня 2013 года Брийан вернулся в «Остенде», подписав однолетний контракт с опцией продления ещё на один год. 24 февраля 2014 года игрок подписал с клубом новый трёхлетний контракт с опцией продления ещё на один год.
28 января 2016 года Брийан перешёл в клуб MLS «Нью-Йорк Сити». В американской лиге дебютировал 6 марта 2016 года в матче стартового тура сезона против «Чикаго Файр». 29 мая 2016 года в матче против «Орландо Сити» забил свой первый гол в MLS. По окончании сезона 2017 «Нью-Йорк Сити» не стал продлевать контракт с Брийаном.
10 декабря 2017 года Брийан подписал двухлетний контракт с «Ди Си Юнайтед», после того как «Ди Си» выменял права на него в MLS у «Нью-Йорка» за $75 тыс. в общих распределительных средствах и место иностранного игрока. За вашингтонский клуб дебютировал 3 марта 2018 года в матче стартового тура сезона против «Орландо Сити». 1 ноября 2018 года в матче плей-офф Кубка MLS против «Коламбус Крю» забил свой первый гол за «чёрно-красных». 10 декабря 2019 года Брийан продлил контракт с «Ди Си Юнайтед» на два года. По окончании сезона 2021 срока контракта Брийана с «Ди Си Юнайтед» истёк и он стал свободным агентом.
11 января 2022 года Фредерик Брийан объявил о завершении игровой карьеры и вошёл в тренерский штаб фарм-клуба «Ди Си Юнайтед» в Чемпионшипе ЮСЛ «Лаудон Юнайтед» в качестве ассистента главного тренера.
22 апреля 2022 года Брийан был повышен в первую команду «Ди Си Юнайтед», став ассистентом временного главного тренера «чёрно-красных» Чада Аштона.

## Статистика выступлений
| Выступление      | Выступление      | Выступление      | Лига | Лига | Кубок | Кубок | Плей-офф | Плей-офф | Итого | Итого |
| Клуб             | Лига             | Сезон            | Игры | Голы | Игры  | Голы  | Игры     | Голы     | Игры  | Голы  |
| ---------------- | ---------------- | ---------------- | ---- | ---- | ----- | ----- | -------- | -------- | ----- | ----- |
| Остенде          | Второй дивизион  | 2011/12          | 33   | 6    | 2     | 0     | 5        | 0        | 40    | 6     |
| Беерсхот         | Первый дивизион  | 2012/13          | 28   | 1    | 1     | 0     | 3        | 0        | 32    | 1     |
| Остенде          | Первый дивизион  | 2013/14          | 29   | 2    | 6     | 0     | 5        | 1        | 40    | 3     |
| Остенде          | Первый дивизион  | 2014/15          | 28   | 2    | 2     | 1     | 6        | 1        | 36    | 4     |
| Остенде          | Первый дивизион  | 2015/16          | 11   | 0    | 1     | 0     | —        | —        | 12    | 0     |
| Остенде          | Итого            | Итого            | 101  | 10   | 11    | 1     | 16       | 2        | 128   | 13    |
| Нью-Йорк Сити    | MLS              | 2016             | 31   | 1    | 0     | 0     | 2        | 0        | 33    | 1     |
| Нью-Йорк Сити    | MLS              | 2017             | 23   | 1    | 1     | 0     | 2        | 0        | 26    | 1     |
| Нью-Йорк Сити    | Итого            | Итого            | 54   | 2    | 1     | 0     | 4        | 0        | 59    | 2     |
| Ди Си Юнайтед    | MLS              | 2018             | 27   | 0    | 1     | 0     | 1        | 1        | 29    | 1     |
| Ди Си Юнайтед    | MLS              | 2019             | 34   | 2    | 2     | 0     | 1        | 0        | 37    | 2     |
| Ди Си Юнайтед    | MLS              | 2020             | 19   | 2    | —     | —     | —        | —        | 19    | 2     |
| Ди Си Юнайтед    | MLS              | 2021             | 19   | 1    | —     | —     | —        | —        | 19    | 1     |
| Ди Си Юнайтед    | Итого            | Итого            | 99   | 5    | 3     | 0     | 2        | 1        | 104   | 6     |
| Всего за карьеру | Всего за карьеру | Всего за карьеру | 282  | 18   | 16    | 1     | 25       | 3        | 323   | 22    |